# Felsmühle (Guteneck)
Felsmühle ist ein Ortsteil der Gemeinde Guteneck im Landkreis Schwandorf in Bayern.

## Geographie
Der Weiler liegt in der Gemarkung Guteneck etwa 0,5 km südwestlich des Kernortes Guteneck und ist mit diesem baulich verwachsen. Durch den Ort Guteneck verläuft die Kreisstraße SAD 38.